# WTA-toernooi van Sint-Petersburg
Het WTA-toernooi van Sint-Petersburg is een jaarlijks terugkerend tennistoernooi voor vrouwen dat wordt georganiseerd in de Russische stad Sint-Petersburg. De officiële naam van het toernooi is St. Petersburg Ladies' Trophy.
De WTA organiseert het toernooi, dat in de categorie "Premier" ("WTA 500" vanaf 2021) valt en wordt gespeeld op de hardcourt-binnenbanen van Sportclub Dinamo.

## Geschiedenis
Al in 1991 vond in Sint-Petersburg een WTA-toernooi plaats, als eenmalige uitwijklocatie voor het WTA-toernooi van Moskou.
Van 2003 tot en met 2015 werd hier jaarlijks, dikwijls zelfs meer dan eens per jaar, een ITF-toernooi gespeeld, onder de naam Ladies Neva Cup, met een prijzenpot variërend van $10.000 tot $50.000.
In 2016 werd het evenement verheven tot WTA-niveau, met een TFC (Total Financial Commitment) van US$753.000.

## Officiële toernooinamen
| 1991       | St. Petersburg Open           |
| 2016–heden | St. Petersburg Ladies' Trophy |

## Meervoudig winnaressen enkelspel
| speelster    | aantal titels | in de jaren |
| ------------ | ------------- | ----------- |
| Kiki Bertens | 2             | 2019, 2020  |

## Finales

### Enkelspel
| Datum      | Naam                          | Cat.              | ($)               | Ondergrond        | Winnares                  | Verliezend finaliste | Uitslag           |                   |
| ---------- | ----------------------------- | ----------------- | ----------------- | ----------------- | ------------------------- | -------------------- | ----------------- | ----------------- |
| 1991-09-23 | St. Petersburg Open           | Tier V            | 100.000           | tapijt, binnen    | Larisa Savtsjenko-Neiland | Barbara Rittner      | 3-6, 6-3, 6-4     | details           |
| 1992–2015  | geen WTA-toernooi             | geen WTA-toernooi | geen WTA-toernooi | geen WTA-toernooi | geen WTA-toernooi         | geen WTA-toernooi    | geen WTA-toernooi | geen WTA-toernooi |
| 2016-02-08 | St. Petersburg Ladies' Trophy | Premier           | 753.000           | hardcourt, binnen | Roberta Vinci             | Belinda Bencic       | 6-4, 6-3          | details           |
| 2017-01-30 | St. Petersburg Ladies' Trophy | Premier           | 776.000           | hardcourt, binnen | Kristina Mladenovic       | Joelija Poetintseva  | 6-2, 6-7, 6-4     | details           |
| 2018-01-29 | St. Petersburg Ladies' Trophy | Premier           | 799.000           | hardcourt, binnen | Petra Kvitová             | Kristina Mladenovic  | 6-1, 6-2          | details           |
| 2019-01-28 | St. Petersburg Ladies' Trophy | Premier           | 823.000           | hardcourt, binnen | Kiki Bertens              | Donna Vekić          | 7-6, 6-4          | details           |
| 2020-02-10 | St. Petersburg Ladies' Trophy | Premier           | 848.000           | hardcourt, binnen | Kiki Bertens              | Jelena Rybakina      | 6-1, 6-3          | details           |
| 2021-03-15 | St. Petersburg Ladies' Trophy | WTA 500           | 565.530           | hardcourt, binnen | Darja Kasatkina           | Margarita Gasparjan  | 6-3, 2-1, opg.    | details           |
| 2022-02-07 | St. Petersburg Ladies' Trophy | WTA 500           | 703.580           | hardcourt, binnen | Anett Kontaveit           | Maria Sakkari        | 5-7, 7-6, 7-5     | details           |

### Dubbelspel
| Datum      | Naam                          | Cat.              | ($)               | Ondergrond        | Winnaressen                             | Verliezend finalistes                 | Uitslag           |                   |
| ---------- | ----------------------------- | ----------------- | ----------------- | ----------------- | --------------------------------------- | ------------------------------------- | ----------------- | ----------------- |
| 1991-09-23 | St. Petersburg Open           | Tier V            | 100.000           | tapijt, binnen    | Olena Brjoechovets Natalia Medvedeva    | Isabelle Demongeot Jo Durie           | 7-5, 6-3          | details           |
| 1992–2015  | geen WTA-toernooi             | geen WTA-toernooi | geen WTA-toernooi | geen WTA-toernooi | geen WTA-toernooi                       | geen WTA-toernooi                     | geen WTA-toernooi | geen WTA-toernooi |
| 2016-02-08 | St. Petersburg Ladies' Trophy | Premier           | 753.000           | hardcourt, binnen | Martina Hingis Sania Mirza              | Vera Doesjevina Barbora Krejčíková    | 6-3, 6-1          | details           |
| 2017-01-30 | St. Petersburg Ladies' Trophy | Premier           | 776.000           | hardcourt, binnen | Jeļena Ostapenko Alicja Rosolska        | Darija Jurak Xenia Knoll              | 3-6, 6-2, [10-5]  | details           |
| 2018-01-29 | St. Petersburg Ladies' Trophy | Premier           | 799.000           | hardcourt, binnen | Timea Bacsinszky Vera Zvonarjova        | Alla Koedrjavtseva Katarina Srebotnik | 2-6, 6-1, [10-3]  | details           |
| 2019-01-28 | St. Petersburg Ladies' Trophy | Premier           | 823.000           | hardcourt, binnen | Margarita Gasparjan Jekaterina Makarova | Anna Kalinskaja Viktória Kužmová      | 7-5, 7-5          | details           |
| 2020-02-10 | St. Petersburg Ladies' Trophy | Premier           | 848.000           | hardcourt, binnen | Shuko Aoyama Ena Shibahara              | Kaitlyn Christian Alexa Guarachi      | 4-6, 6-0, [10-3]  | details           |
| 2021-03-15 | St. Petersburg Ladies' Trophy | WTA 500           | 565.530           | hardcourt, binnen | Nadija Kitsjenok Raluca Olaru           | Kaitlyn Christian Sabrina Santamaria  | 2-6, 6-3, [10-8]  | details           |
| 2022-02-07 | St. Petersburg Ladies' Trophy | WTA 500           | 703.580           | hardcourt, binnen | Anna Kalinskaja Caty McNally            | Alicja Rosolska Erin Routliffe        | 6-3, 6-7, [10-4]  | details           |